# Gordià III
Marc Antoni Gordià (llatí: Marcus Antonius Gordianus), conegut generalment com a Gordià III, fou emperador des del maig del 238 per aclamació popular, quan només tenia 13 anys, la gent pretenia així satisfer la seva frustració per no haver gaudit del govern real de dos membres de la seva família: Gordià I i Gordià II. Va morir sis anys després, l'11 de febrer del 244, possiblement mort en la guerra contra els perses o pels seus propis soldats, que no el consideraven apte per als enfrontaments armats i preferien al general Felip, el qual el va succeir.

## Orígens
Va néixer el 20 de gener del 225.
Durant molt de temps se'l suposà fillastre de Gordià I (fill de la seva dona) o fill de Gordià II. Actualment els historiadors estan d'acord que fou fill d'Antònia Gordiana, la filla de Gordià I i germana petita de Gordià II; el seu pare era un senador de nom desconegut.

## Ascens al tron
Quan a la mort de Gordià I i Gordià II (abril del 238) el senat va decidir continuar la lluita contra Maximí el Traci, que estava a Germània, proclamà coemperadors a Balbí i Pupiè, però, per raons de legitimitat dinàstica i de pressió popular, aviat es van veure obligats a afegir un cèsar associat: el jove de tretze anys Gordià III. Tres emperadors tenien el títol d'emperador, encara que a la pràctica el govern a Roma l'exercia Balbí, mentre que Pupiè va marxar amb un exèrcit a enfrontar-se a Maximí, el qual fou derrotat a Aquileia.
Tres mesos després, Balbí i Pupiè foren assassinats a mans de la Guàrdia Pretoriana (maig de l'any 238), i Gordià III fou proclamat únic august amb el suport de les tropes (entre el maig i l'agost del 238, dada que varia segons els textos). Llavors va ser reconegut com a únic emperador i en el seu honor es van celebrar jocs: representacions de teatre i exhibicions gimnàstiques.

## Insurrecció a Àfrica
El 239 va dissoldre la Legio III Augusta, responsables de la mort de Gordià II i indirectament de Gordià I. Per al càrrec de prefecte pretorià va nomenar Timerit. En aquest any fou probablement cònsol. Durant el consolat de Venust i Sabí (240) es va produir una revolta a Àfrica dirigida per Sabinià, que fou reprimida.

## Conflictes amb els francs i els gots
Fou cònsol per segona vegada el 241, any en què la confederació dels francs va atacar per la zona de Magúncia, mentre que, simultàniament, es produïren atacs gots a Mèsia i Tràcia, que van comportar la destrucció de Nicòpolis i el setge (rebutjat) de Marcianòpolis. En aquest mateix any Gordià III es va casar amb Sabínia Tranquil·lina, filla de Misiteu, un notable distingit per la seva saviesa, eloqüència i virtut, que fou nomenat prefecte del pretori i conseller (fou quasi emperador) i que va posar fi a la influència dels eunucs de palau.

## Guerra amb Pèrsia
El 242 Gordià va anar en persona a la frontera persa, on els sassànides havien atacat Osroene (darrera possessió romana a Mesopotàmia), i va passar per Mèsia on va derrotar algunes tribus bàrbares de la frontera. Va arribar a Síria i va derrotar Sapor I de Pèrsia en una sèrie d'enfrontaments, i de manera especial en la batalla de Resaena, obligant-lo a evacuar Mesopotàmia. Gordià va entrar a Carres i a Nisibe; també va ocupar una part d'Armènia. Els sassànides van contraatacar avançant cap a l'Eufrates i van derrotar els romans en la batalla de Misikhe.
Els fets que van seguir no són clars: Misiteu va morir, segons alguns historiadors d'una malaltia o segons altres en la lluita, per causa de la traïció del seu lloctinent Felip l'Àrab. Gai Juli Prisc fou nomenat prefecte del pretori ocupant el lloc de Misiteu i poc després el seu germà Felip l'àrab; des de llavors tot va començar a anar de borràs, ja que sembla que Felip boicotejava d'amagat l'emperador Gordià per a desacreditar-lo davant els soldats (243).
Finalment, el febrer del 244 es va produir un motí. Els revoltats prengueren Gordià i el declararen deposat. Hom suposa que poc després el van matar (11 de febrer del 244), encara que les causes de la seva mort són desconegudes. Felip, que suposadament va instigar l'assassinat, fou proclamat nou emperador. Comunicà al senat que Gordià havia mort de manera natural, i va demanar que li fossin decretats honors divins, anunciant també que els soldats l'havien proclamat a ell com a successor: el senat va reconèixer com era habitual l'elecció dels soldats. Segons alguns historiadors, el decret d'honors divins a Gordià no fou fet a petició de Felip, sinó que a causa de l'estima popular als Gordians, el senat va voler evitar aldarulls.
Gordià fou enterrat prop de Càstrum Circèsium o Cercúsium, a Mesopotàmia. Ammià Marcel·lí anomena el lloc amb el nom de Zaithu (l'Olivera).